# بيني تشان (مخرج)
بيني تشان (بالصينية: 陳木勝)‏ مواليد 7 أكتوبر 1961 في هونغ كونغ، هو مخرج ومنتج أفلام وكاتب سيناريو هونغ كونغي.

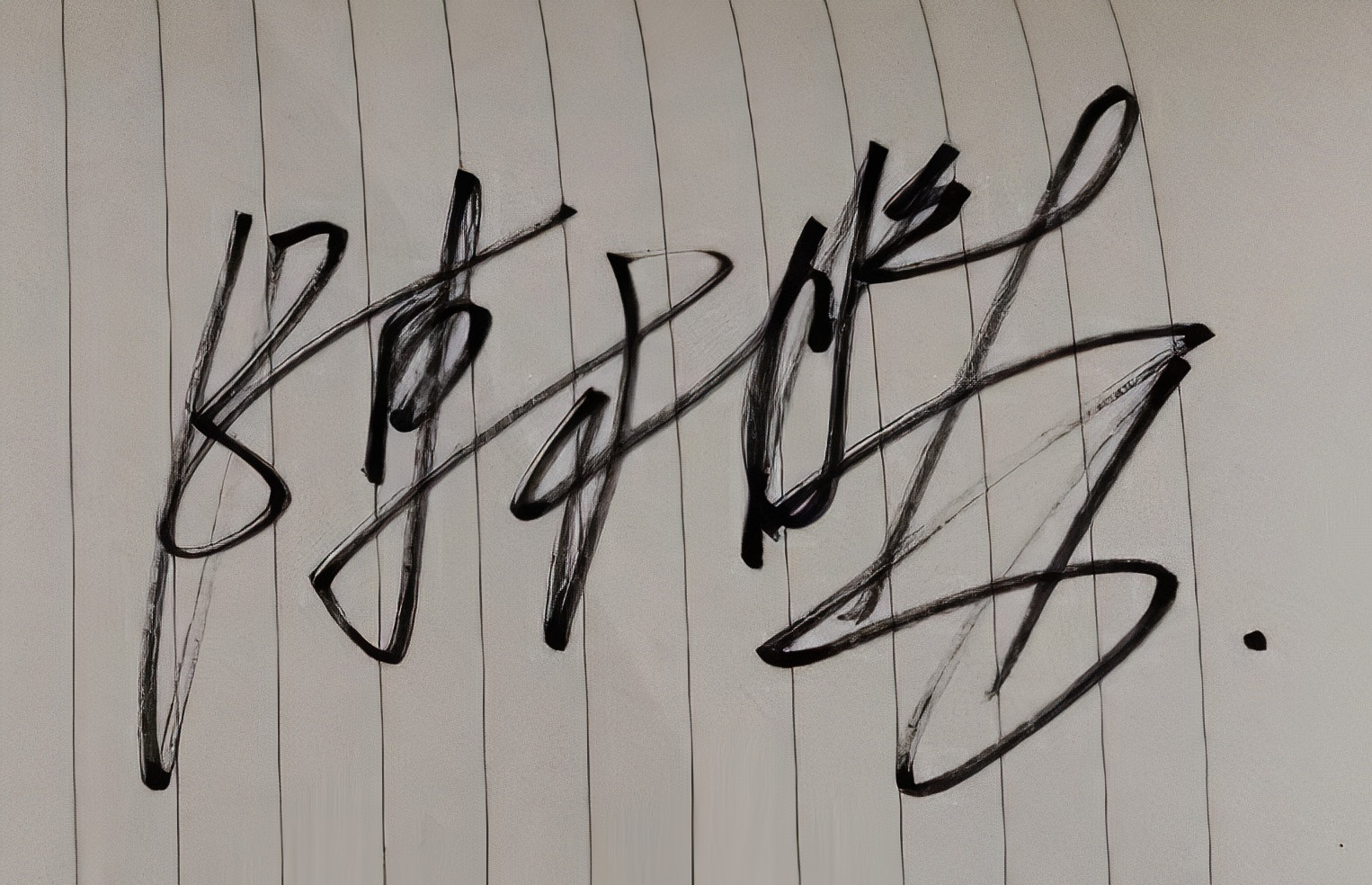

## الأعمال
- روب بي هود
- القصة الشرطة الجديد 2004
- العاصفة البيضاء
- هدف غير مرئي

## وصلات خارجية
- بيني تشان على موقع IMDb (الإنجليزية)
- بيني تشان على موقع ألو سيني (الفرنسية)
- بيني تشان على موقع تيرنر كلاسيك موفيز (الإنجليزية)
- بيني تشان على موقع أول موفي (الإنجليزية)
- بيني تشان على موقع قاعدة بيانات الأفلام السويدية (السويدية)
- بيني تشان على موقع قاعدة بيانات الفيلم (الإنجليزية)
- بيني تشان على موقع كينوبويسك (الروسية)